# Коронел-Вивида
Коронел-Вивида (порт. Coronel Vivida) — муниципалитет в Бразилии, входит в штат Парана. Составная часть мезорегиона Юго-запад штата Парана. Входит в экономико-статистический микрорегион Пату-Бранку. Население составляет 21 950 человек на 2006 год. Занимает площадь 684,417 км². Плотность населения — 32,1 чел./км².

## История
Город основан 14 декабря 1955 года.

## Статистика
- Валовой внутренний продукт на 2003 год составляет 167 396 581,00 реалов (данные: Бразильский институт географии и статистики).
- Валовой внутренний продукт на душу населения на 2003 год составляет 7416,12 реалов (данные: Бразильский институт географии и статистики).
- Индекс развития человеческого потенциала на 2000 год составляет 0,775 (данные: Программа развития ООН).

## География
Климат местности: субтропический.